# 蕭如松藝術園區
蕭如松藝術園區(原名:蕭如松故居)，位於新竹縣竹東鎮三民街60號(大同國小附近)，於西元2008年(民國九十七年)正式開館，成為竹東地方藝文展演與文化休憩重要場所。

## 館史概要
為紀念台灣美術史上重要的客家籍水彩畫家-蕭如松老師而將原故居修復規劃為藝術園區，並展示生前所繪畫之作品，以及所使用過的器具、文物、文件、物景等用品。
新竹縣政府文化局為積極推動蕭如松藝術園區的規劃，並於西元2004年(民國九十三年)五月決議成立籌備委員會，邀集學者、專家及地方士紳等進行討論；於西元2008年(民國九十七年)正式開館。為提供人民藝文交流和展示之場所。

## 園區規劃
本園區規劃五大館區，分別如下:
- 故松居

此館作為“蕭如松故居文物館”，館內展示為蕭如松生前所使用過的器具、文物、文件、物景等用品。
- 松畫廬

此館作為“蕭如松畫作紀念館”，館內展示紀念蕭如松生前所繪畫之複製畫。
- 松和廬

此館作為“畫廊”，此作為美術及地方之文化藝術館，也展示藝術家繪畫、書法、雕塑等形式之作品。
- 松言堂

此館作為“多功能教室”，館內屬多媒體視聽研習中心及會議之場所。
- 松香廬

此館作為“藝術家咖啡廳”，提供開放人民休息之咖啡廳，也提供雜誌、畫冊及藝術相關書籍提供民眾閱讀。

## 園區環境

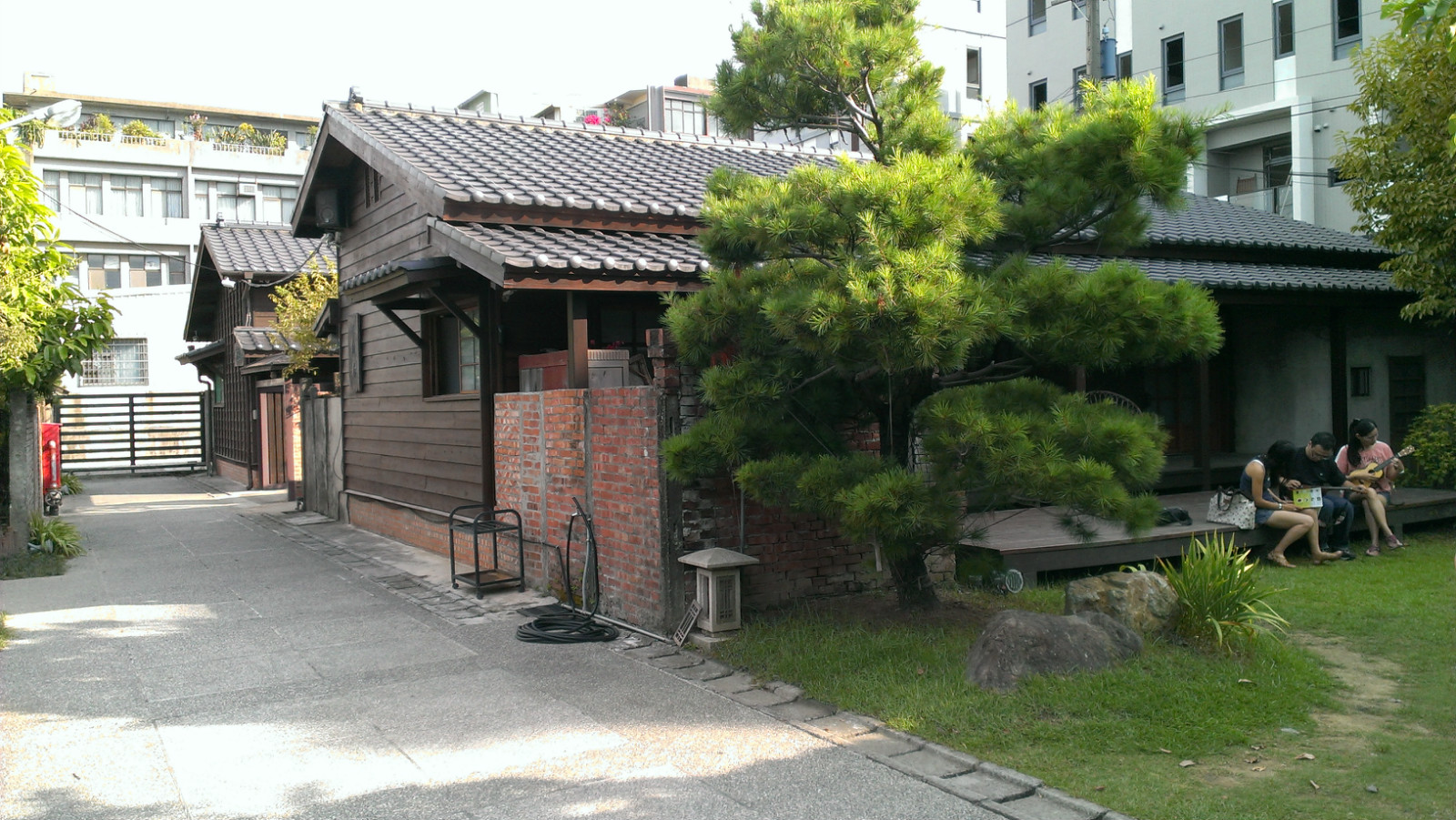
蕭如松藝術園區日式建築
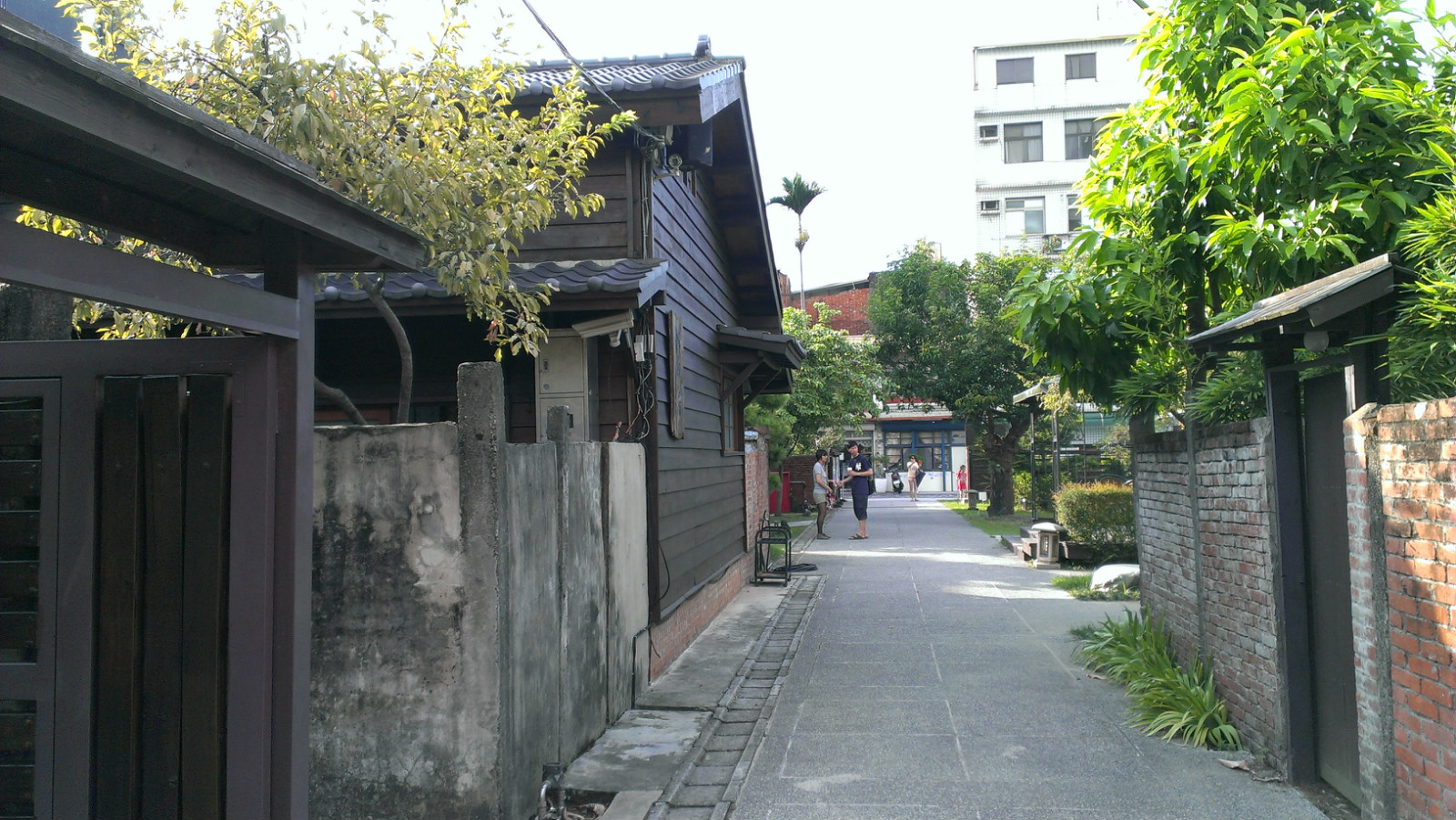
蕭如松藝術園區巷道
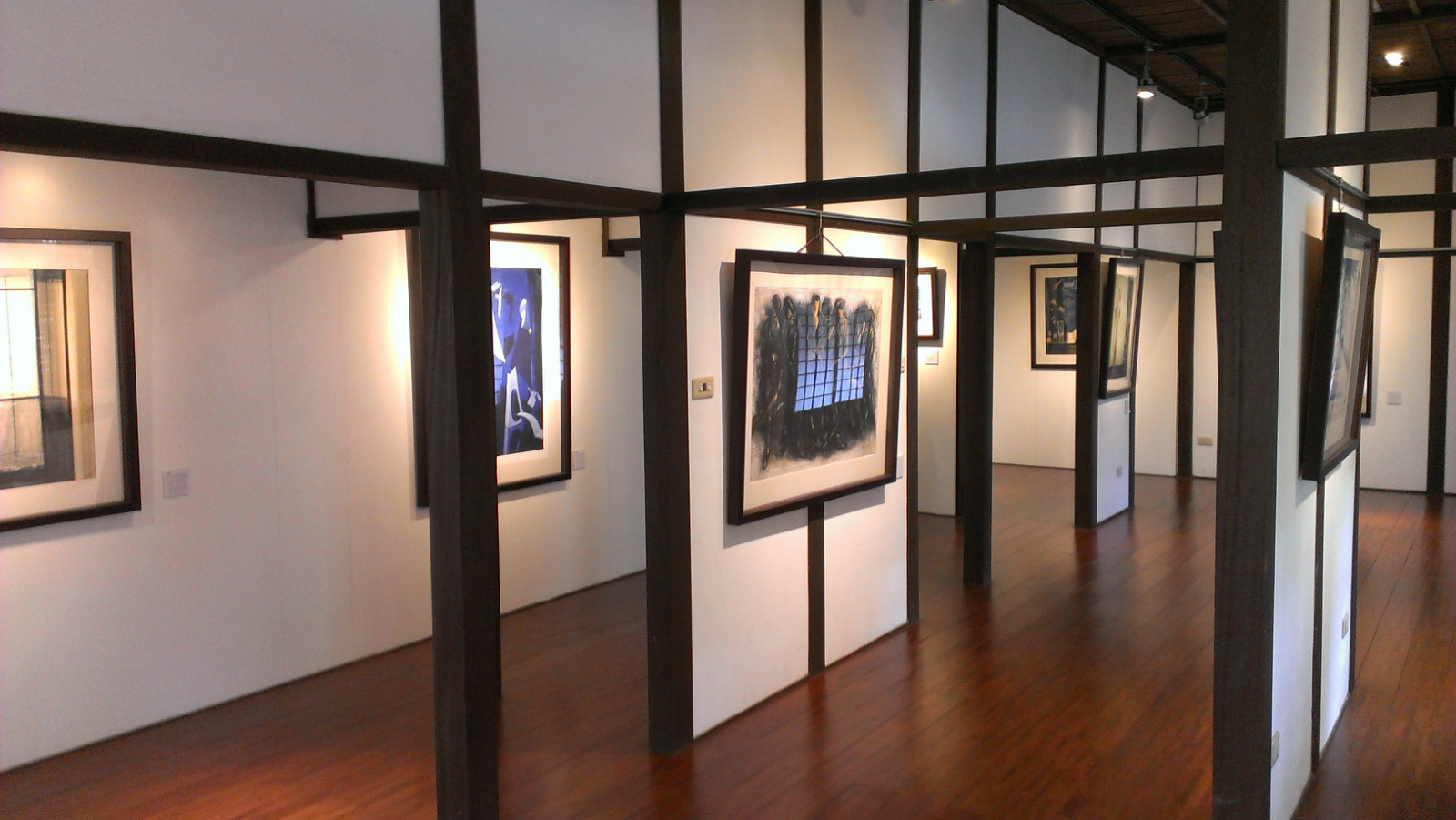
蕭如松藝術園區館內作品一
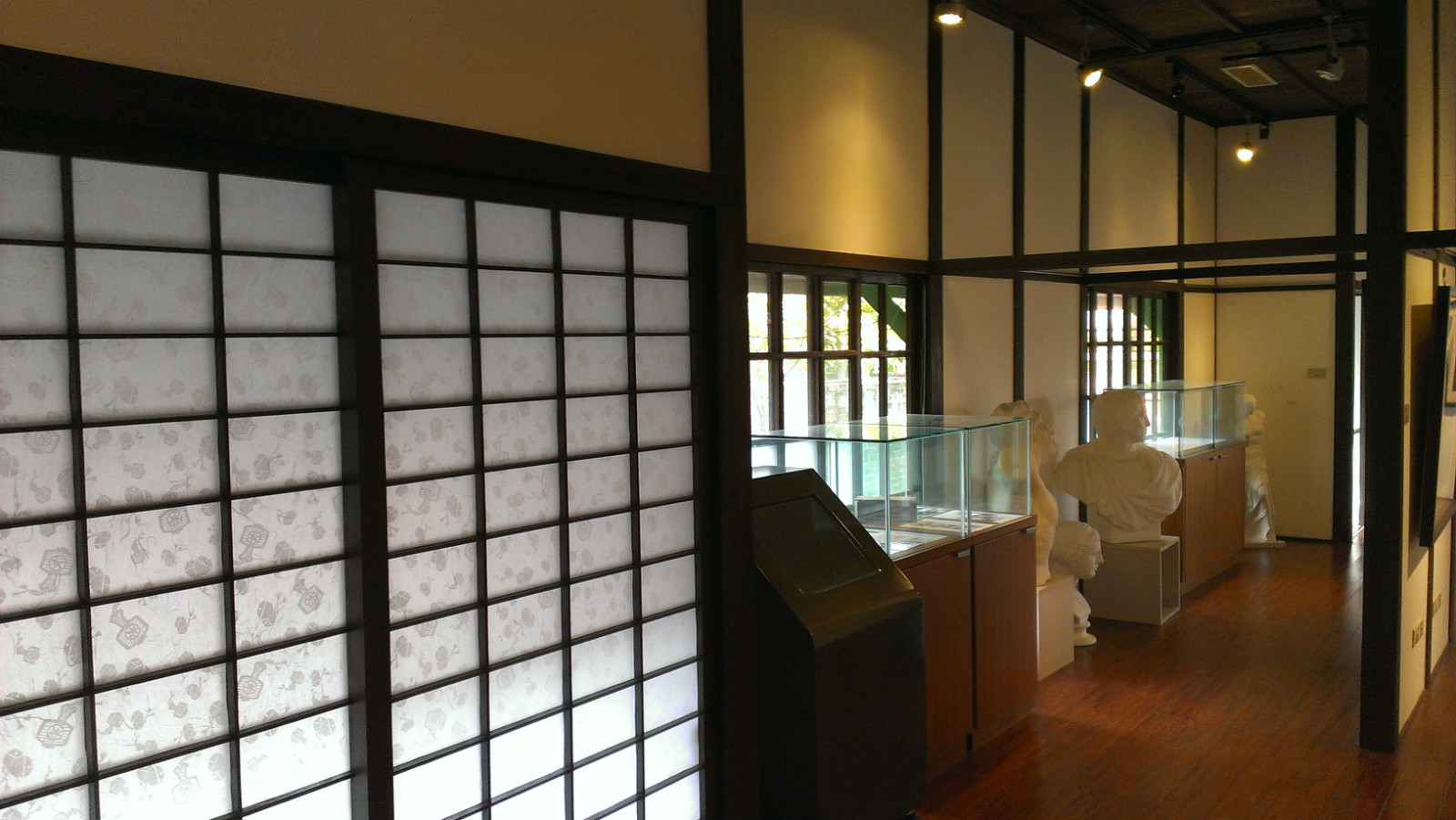
蕭如松藝術園區館內作品二
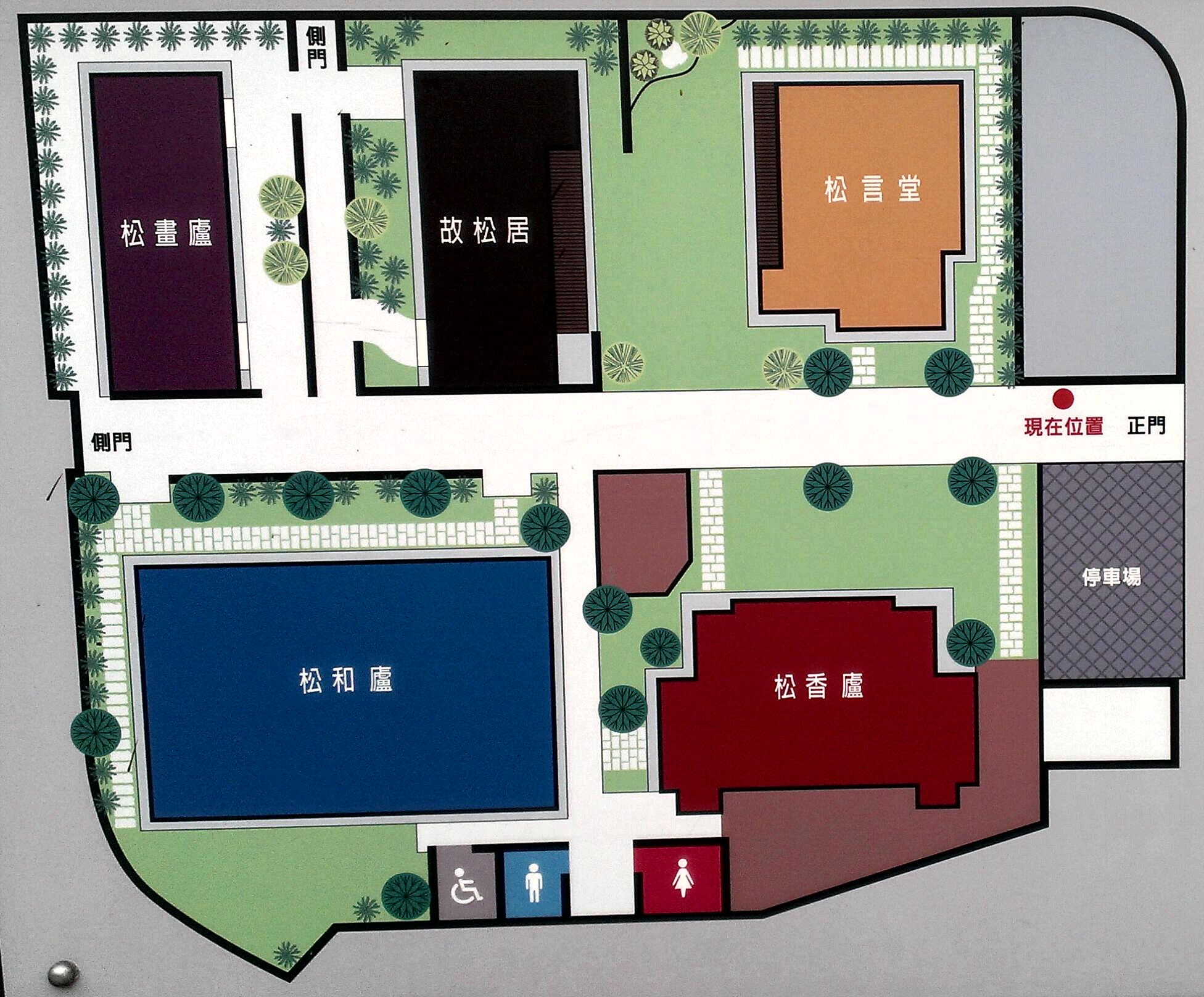
蕭如松藝術園區地圖導覽

## 外部連結
- 新竹縣蕭如松藝術園區
- 蕭如松藝術園區 - 竹東鎮公所[]
- 蕭如松藝術園區 - 地方文化館 - 文化部
- 蕭如松故居建築群 - 文化部文化資產局 （页面存档备份，存于）